# Essai sur l'élaboration progressive des idées pendant le discours
Essai sur l'élaboration progressive des idées pendant le discours (titre original : Über die allmähliche Verfertigung der Gedanken beim Reden) est un essai de l'écrivain allemand Heinrich von Kleist rédigé vers 1805. Destiné à la revue Phöbus, il n'a été publié de manière posthume qu'en 1878 dans la revue de Paul Lindau Nord und Süd.

## Contenu
Dans cette lettre destinée à son ami Rühle von Lilienstern, qui ne parvenait pas à résoudre certains problèmes par la méditation, Kleist lui conseille d'en parler à quelqu'un, peu importe si son interlocuteur n'est pas familier du thème abordé par le problème. Ce qui est important est le fait de produire un discours sur le sujet concerné. Kleist reprend le concept selon lequel l'idée vient en parlant. Il avait eu lui-même cette idée lors d'un devoir d'algèbre qu'il n'arrivait pas à résoudre mais dont il trouva la solution en discutant avec sa sœur qui n'avait aucune connaissance en la matière. Le fait de parler a rendu plus claires les suppositions de Kleist qui ont fini par se transformer en solution. Lorsque l'on se force à parler, on se force également à structurer son récit et l'on tend donc vers une conclusion à ce récit. On peut certes se parler à soi-même, mais avoir un interlocuteur est important parce que cela nous oblige à être structuré dans notre propos puisqu'il n'y connait rien en la matière. De plus le fait que le partenaire comprenne une partie de ce que l'on cherche à trouver serait stimulant. Kleist ne part pas de la maïeutique de Socrate. Pour lui, de nombreux grands orateurs ont déjà recouru à cette technique et ne savaient pas au début de leur discours où celui-ci allait les mener. Il cite l'exemple de Mirabeau et l'épisode du Serment du Jeu de paume : 

« Je pense à la foudroyante sortie de Mirabeau clouant le bec au maitre des cérémonies qui, le 23 juin, une fois levée la dernière séance monarchique du roi, où ce dernier avait enjoint aux trois ordres de se séparer, était revenu dans la salle plénière où ils se trouvaient toujours et avait demandé s'ils avaient entendu ce que le roi avait ordonné. «Oui, répondit Mirabeau, nous avons entendu l'ordre du roi» - je suis sûr qu'en commençant ainsi, de façon affable, il ne pensait pas encore aux baïonnettes avec lesquelles il allait conclure.e »

Le maître de cérémonie a certainement servi de contre-pôle électrique à Mirabeau. Kleist présente un autre exemple, celui de la fable de Jean de La Fontaine Les Animaux malades de la peste. Le renard malade qui tient un discours forcé use de la même technique. Un tel discours est de la pensée exprimée à voix haute. Cependant, il en va tout autrement pour une pensée que l'on aurait déjà en tête. Devoir dire quelque chose que l'on sait peut faire oublier cette pensée. La langue doit donc être à disposition pour lier pensée et parole. Celui qui peut exprimer rapidement sa pensée peut mener plus de soldats au combat que son rival. Pour obtenir les meilleurs résultats, il faudrait confronter une personne en public à des questions auxquelles elle devrait répondre de manière spontanée. Ainsi, elle serait forcée de concrétiser son savoir.